# Lake Los Angeles, Kalifornien
Lake Los Angeles är en ort (CDP) i Los Angeles County, i delstaten Kalifornien, USA. Enligt United States Census Bureau har orten en folkmängd på 12 328 invånare (2010) och en landarea på 25,2 km².